# Natividad Barroso
Natividad Barroso García (Santa Cruz de Tenerife, 25 de diciembre de 1937) es una investigadora del etnofolklore, escritora, ensayista y poeta española oriunda de Canarias y residenciada actualmente en Barquisimeto, Estado Lara, Venezuela.

## Carrera
Licenciada en Letras por la Universidad Central de Venezuela con un Postgrado en Etnomusicología y estudios de Postgrado en la Maestría de Literatura Comparada en dicha casa de estudios. Es cofundadora de la Asociación de Escritores del Estado Lara (ASELA) y profesora universitaria con una amplia gama de intereses científicos y humanísticos que van desde la literatura y la lingüística hasta la antropología y la etnología.
En 1982 creó un Programa de Animación hacia la Lectura denominado La Hora de la Resonancia el cual fue diseñado específicamente para desarrollar el interés hacia la lectura en vecindarios socialmente deprimidos de Barquisimeto, capital del Estado Lara obteniendo notables éxitos reconocidos por la International Reading Association. Articulista de diversas revistas venezolanas de cultura como la Revista Nacional de Cultura y del reconocido diario de Barquisimeto El Impulso, ha sido ponente y organizadora de Jornadas, Encuentros, Congresos y Debates relacionados con sus áreas de investigación académicas y propulsora del arte y la cultura en su región venezolana de adopción, el Estado Lara, lo que le valió, en abril de 1999, el Botón al Mérito "Ciudad de Barquisimeto" en su única clase, galardón que reconoce la trayectoria de personas e instituciones que hayan hecho notables contribuciones culturales, sociales y deportivas a esta provincia venezolana.
En noviembre de 2007 se le otorga el Premio de Literatura Roberto Montesinos del Estado Lara y ese mismo año es nombrada por el estado venezolano Patrimonio Cultural del Estado Lara honor que pocas personas han recibido en vida.

## Obra Literaria
- Cuatro ensayos desde los Crepúsculos (Caracas, Monte Ávila Editores, colección Las formas del fuego, 2004)
- Prosas Inconscientes (Asela, 2005)
- Eros y Sociedad (Ateneo Ciudad de Barquisimeto, 2007)

## Antologías
- De esta manera. Muestra poética de Lara (1987.)
- Imaginar la distancia. Poesía larense del siglo XX (2000).
- Imagen poética de Barquisimeto (2002).
- La fiesta de los Saragozas del estado Lara (2003).
- Floricanto: 58 poetisas larenses (2006).
- III Antología de Poesía del Estado Mérida (2008).
- Or voice/Nuestra Voz/Notre Vois del Pen Club International (2005).
- Conjugando las voces de la editorial Novel Arte de Córdoba, Argentina.
- Voces nuevas (CELARG, 2008) Caracas.
- Narradores por la tarde (Casa Nacional de las Letras "Andrés Bello", 2008) Caracas.
- Reseñada en la tercera edición del diccionario Quiénes escriben en Venezuela. Siglos XVIII al XXI (Caracas, Alfadil, 2006).